# مجموعة العمل المدنية
مجموعة العمل المدنية (بالإنجليزية:Civilian Labor Group، اختصارًا CLG) هي منظمات من مواطنين ألمان أو أوروبيين آخرين يعملون لدى الجيش الأمريكي في أوروبا. وغالبا ما يتم ارتداء زي مختلف مع شارة مختلفة كي يتم التعرف عليهم كأعضاء لهذه المنظمات. 

## التاريخ
تم إنشاء وحدات خدمة العمل لدعم جسر برلين الجوي 1948-1949. مع إنشاء الجيش الألماني في عام 1955، أعيدت تسمية وحدات خدمة العمل إلى مجموعات العمل المدنية. قامت الوحدات بمجموعة متنوعة من الوظائف مثل الإشارات والبناء والجسور والأمن.

## روابط خارجية
- شارة CLGs
- مركز الدعم المدني 6970
- 6900 مركز الدعم المدني
- 6981st CSG
- قائمة مراجع خدمة العمال / القوات
- تاريخ القوات الأمريكية في خدمة العمل الألمانية ومنظمة الدعم المدني